# Nychiodes languescens
Nychiodes languescens är en fjärilsart som beskrevs av Louis Beethoven Prout 1926. Nychiodes languescens ingår i släktet Nychiodes och familjen mätare. Inga underarter finns listade i Catalogue of Life.